# Тугуши, Владимир Гигоевич
Владимир Гигоевич Тугуши (1895 год, Озургетский уезд, Кутаисская губерния, Российская империя — неизвестно, село Кончкати, Махарадзевский район, Грузинская ССР) — агроном колхоза имени Чарквиани Кончкатского сельсовета Махарадзевского района, Грузинская ССР. Герой Социалистического Труда (1951).

## Биография
Родился в 1895 году в крестьянской семье в одном из сельских населённых пунктов Озургетского уезда. С раннего возраста трудился в сельском хозяйстве. В послевоенное время — агроном имени Чарквиани Махарадзевского района.
В своей деятельности применял передовые агротехнические методы, в результате которых колхоз в годы Четвёртой пятилетки (1946—1950) достиг довоенного уровня в производстве чайного листа. За высокие показатели по итогам 1948 года был награждён Орденом Трудового Красного Знамени.
В 1950 году колхоз сдал государству в среднем с каждого гектара по 5023 килограмма сортового зелёного чайного листа на участке площадью 51 гектара. Указом Президиума Верховного Совета СССР от 5 июля 1951 года удостоен звания Героя Социалистического Труда за «получение в 1950 году высоких урожаев сортового зелёного чайного листа» с вручением ордена Ленина и золотой медали «Серп и Молот» (№ 6624).
Этим же Указом званием Героя Социалистического Труда были также награждены председатель колхоза Владимир Етифанович Костава и колхозница Циала Забиловна Готуа.
После выхода на пенсию проживал в селе Кончкати Махарадзевского района (сегодня — Озургетский муниципалитет). Дата смерти не установлена.
Награды
- Герой Социалистического Труда
- Орден Ленина
- Орден Трудового Красного Знамени (29.08.1949)